# Gare de La Garde
La gare de La Garde est une gare ferroviaire française de la ligne de Marseille-Saint-Charles à Vintimille (frontière), située sur le territoire de la commune de La Garde, dans le département du Var, en région Provence-Alpes-Côte d'Azur.
Elle est mise en service en 1862 par la Compagnie des chemins de fer de Paris à Lyon et à la Méditerranée (PLM).
C'est une gare de la Société nationale des chemins de fer français (SNCF), desservie par des trains express régionaux TER Provence-Alpes-Côte d'Azur.

## Situation ferroviaire
Établie à 27 mètres d'altitude, la gare de La Garde est située au point kilométrique (PK) 74,303 de la ligne de Marseille-Saint-Charles à Vintimille (frontière), entre les gares de Toulon-Sainte-Musse et de La Pauline-Hyères.

## Histoire
La « station de La Garde » est mise en service le 1er septembre 1862 par la Compagnie des chemins de fer de Paris à Lyon et à la Méditerranée (PLM), lorsqu'elle ouvre à l'exploitation la voie de Toulon à Les Arcs, première section de sa concession de Toulon à Nice. La station est établie loin de la ville et un embranchement est à l'étude pour faciliter sa desserte.

## Service des voyageurs

### Accueil
Gare SNCF, elle dispose d'un bâtiment voyageurs, avec guichet, ouvert du lundi au samedi, fermé les dimanches et jours fériés. Elle est équipée d'automates pour l'achat de titres de transport.

### Desserte
La Garde est desservie par les trains TER Provence-Alpes-Côte d'Azur (lignes de Marseille aux Arcs - Draguignan en passant par Toulon et de Marseille à Hyères en passant par Toulon).

### Intermodalité
Un parking pour les véhicules est disponible.